# Wat's Dyke

Wat's Dyke (walisisk: Clawdd Wat) er 64 km lang jordvold, der løber igennem den nordlige del af Welsh Marches fra Basingwerk Abbey til floden Dees flodmunding, og går videre øst for Oswestry og videre til Maesbury i Shropshire, England.
Dets forløb er generelt parallel til Offa's Dyke, og nogle gange inden for får meter, og aldrig mere end 5 km væk. Det fremstår i dag ubetydeligt, nogle gange som en hævet hæk og andre steder blot som kornmærker, og voldgraven er blevet fyldt op, og det meste af volden er pløjet væk, men det var opindeligt et stor konstruktion, der blev betragtet som mere soistikeret end Offa's Dyke.
Den præcise datering for etableringen er usikker, og den går fra perioden efter romerne forlod Storbritannien i slutningen af 400-tallet til begyndelsen af 800-tallet. Visse teorier pger på at Æthelbald af Mercia opførte diget.